# Bryan Lemus

Bryan Lemus Ciudad de Guatemala, Guatemala; 29 de abril de 1994) es un jugador de fútbol que actualmente juega para el club Xelajú Mario Camposeco de la Liga Nacional de Guatemala, se desempeña como lateral izquierdo.

## Trayectoria
Bryan creció en Asunción Mita, Jutiapa aunque fue formado profesionalmente en las canteras del C.S.D Municipal también ha pasado por diferentes equipos de Liga Nacional.

## Clubes
| Club              | País      | Año                |
| ----------------- | --------- | ------------------ |
| Deportivo Mictlán | Guatemala | 2016 - 2017        |
| C.S.D Municipal   | Guatemala | 2018 - 2019        |
| C. D. Guastatoya  | Guatemala | 2019-2020          |
| Deportivo Achuapa | Guatemala | 2020 - 2022        |
| Xelajú MC         | Guatemala | 2023 - 2024        |
| Cobán Imperial    | Guatemala | 2024 - Actualmente |

## Palmarés

### Campeonatos nacionales
| Título             | Club      | País      | Año  |
| ------------------ | --------- | --------- | ---- |
| Torneo de Clausura | Xelaju MC | Guatemala | 2023 |